# Mazamet
Mazamet (in occitano Masamet) è un comune francese di 10 413 abitanti situato nel dipartimento del Tarn nella regione dell'Occitania.

## Società

### Evoluzione demografica
Abitanti censiti